# Stralenschildpad
De stralenschildpad (Astrochelys radiata) is een schildpad uit de familie landschildpadden (Testudinidae). 

## Naam en indeling
De wetenschappelijke naam van de soort werd voor het eerst voorgesteld door George Shaw in 1802. Oorspronkelijk werd de wetenschappelijke naam Testudo radiata gebruikt. De soort behoorde eerder tot het geslacht Geochelone, de verouderde naam Geochelone radiata wordt in veel literatuur gebruikt.
De soortaanduiding radiata betekent vrij vertaald 'straalsgewijs' en slaat op het patroon van strepen op het rugschild.

## Uiterlijke kenmerken
De kleur van het rugschild is donkerbruin tot zwart, iedere hoornplaat heeft een lichter, meestal geel midden waaruit een tot vijf strepen in dezelfde kleur naar de randen wijzen, waardoor de karakteristieke ster-achtige tekening ontstaat. De kleuren van jonge dieren zijn veel helderder dan die van de volwassen exemplaren. Ze hebben een unieke tekening op het schild, vergelijkbaar met een vingerafdruk. Koningin Victoria zou ooit een hoog bedrag hebben uitgeloofd voor twee identieke exemplaren maar deze prijs is nooit geclaimd. Ondanks de opvallende tekening van de jonge dieren valt deze weg op de ondergrond in het natuurlijke leefgebied die bestaat uit takjes en bladeren. Het rugschild van volwassen dieren is sterk koepelvormig en kan een lengte bereiken tot ongeveer veertig centimeter, mannetjes blijven kleiner dan vrouwtjes. De mannetjes kunnen ongeveer vijftien kilogram zwaar worden, de vrouwtjes 22 kilo.
Het buikschild heeft een gele kleur met een patroon van karakteristieke gele en zwarte, driehoekige vlakken. De plastronformule is als volgt: abd > hum > fem > gul >  an > pect. Mannetjes zijn van vrouwtjes te onderscheiden door een langere en dikkere staart, een diepere groef in de anaalschilden en een vergroot keelschild.
De kop is middelgroot en heeft een stompe snuitpunt. De prefrontaalschub is vergroot en is gepaard. De kleur van de kop is geel, de bovenzijde is donkerder van kleur. De poten en de staart zijn geel van kleur.  De voorpoten zijn groot en hebben een dunne huid met kleine schubben. De elleboog is beweeglijker dan die van andere schildpadden zodat ze poten wat verder uit elkaar kunnen worden gehouden bij het lopen. Deze kenmerken zijn aanpassingen op het leven in zanderige omgevingen. 

## Verspreiding en habitat
De stralenschildpad komt voor in Afrika en is endemisch in het doornig struikgewas van Madagaskar, de zuidelijkste ecoregio van Madagaskar. Hier leeft de soort in de rivierenstelsels van de Mandrare en de Menarandra. De schildpad kan zowel in hoger gelegen plateaus worden gevonden in het binnenland als op de zandduinen in kustgebieden. 
De habitat bestaat uit drogere, open plekken met struiken. De begroeiing bestaat voornamelijk uit planten uit de familie Didiereaceae en soorten uit het geslacht wolfsmelk (Euphorbia).

## Voedsel
Op het menu staan voornamelijk plantendelen als bladeren en fruit, voor een belangrijk deel worden ook grassen gegeten. In de streken waar de schildpad leeft is het een belangrijke grazer die door het eetpatroon voorkomt dat open plekken dichtgroeien. Ook schijfcactussen uit het geslacht Opuntia worden gegeten, terwijl deze planten hier van nature niet voorkomen. De cactussen worden hierbij in stukken gebeten en doorgeslikt, waarbij de schildpad zich niet bekommerd om de scherpe stekels.
Daarnaast wordt ook wel aas gegeten, zoals van ongewervelde als gewervelde dieren. 

## Voortplanting en ontwikkeling

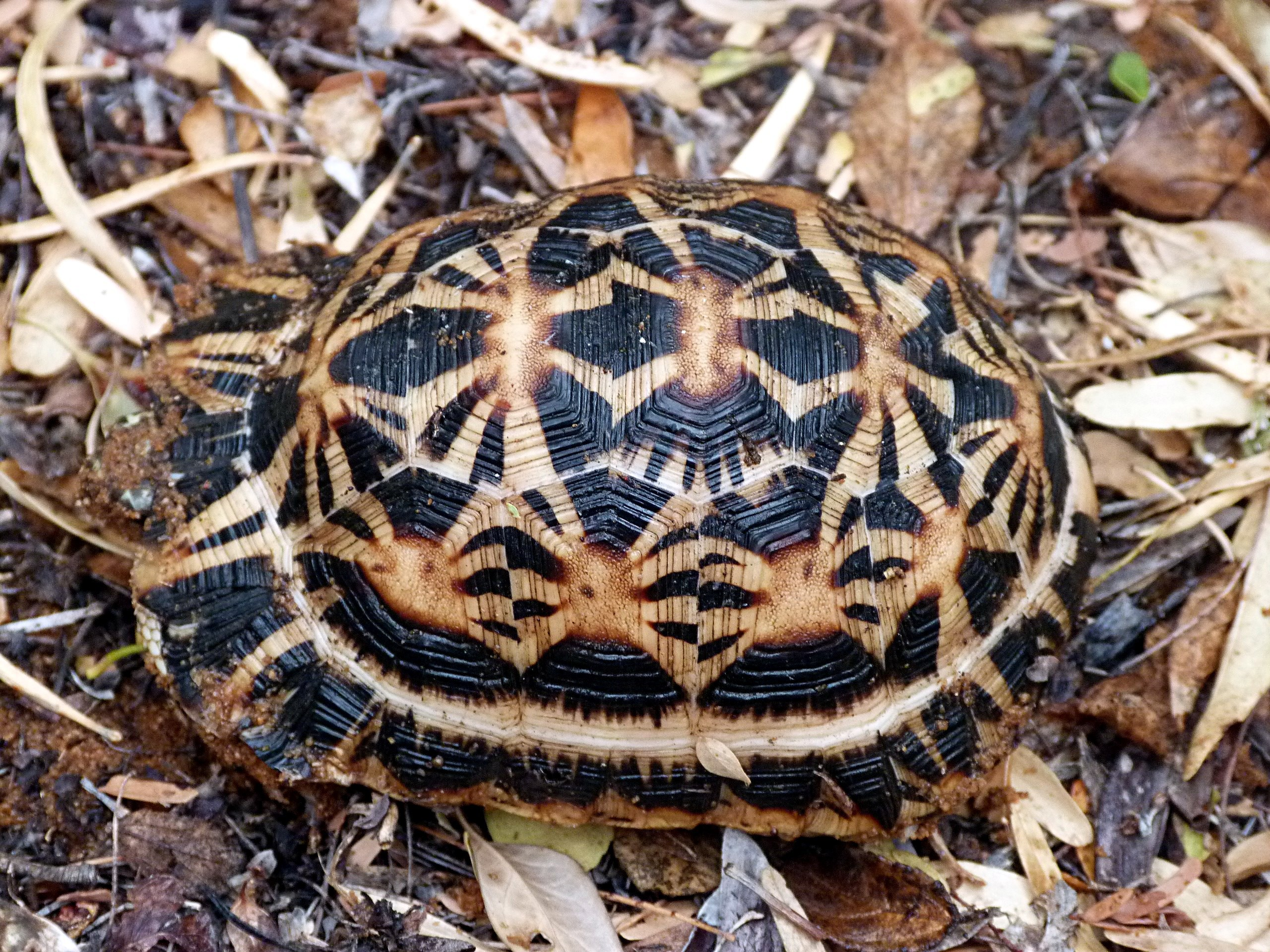
Jongere dieren hebben een afstekende tekening die echter wegvalt tegen de ondergrond in het natuurlijke leefgebied.

Mannetjes en vrouwtjes zoeken elkaar op met geurstoffen die door de cloaca worden uitgescheiden. De paring vindt vaak plaats na regenval. De mannetjes zijn luidruchtig tijdens de paring en maken hijgende en grommende geluiden, wat wel meer voorkomt bij de schildpadden. Ze hebben een pijlvormige penis die gebruikt wordt om de cloaca van het vrouwtje te lokaliseren. Vrouwtjes zetten de eitjes af in een holletje onder de grond. De bijna ronde eieren hebben een witte kleur en een broze schaal, er worden acht tot 22 eieren per legsel afgezet. De eieren hebben een diameter vabn ongeveer 45 tot 50 mm. De incubatietijd is relatief kort en duurt maximaal 70 dagen. Als de juvenielen uit het ei kruipen hebben ze een rugschildlengte van 32 tot 40 mm. 
De generatieleeftijd van de stralenschildpad is lang en wordt geschat op 42 jaar. De stralenschildpad kan in gevangenschap met gemak een leeftijd bereiken van meer dan 100 jaar; het oudst bekende exemplaar is zelfs het oudst bekende gewervelde dier. Dit dier werd Tu'i Malila genoemd en werd 189 of 193 jaar, de geboortedatum is niet precies bekend. We weten dit echter omdat de schildpad in gevangenschap gehouden werd; in het wild wordt de stralenschildpad lang niet zo oud.

## Beschermingsstatus
De stralenschildpad wordt beschouwd als een van de bontst gekleurde schildpaddensoorten, maar wordt zelden in gevangenschap gehouden. Het gaat namelijk niet goed met de soort, die sterk bedreigd is. Ontbossing is de voornaamste reden, maar ook wordt het vlees van de schildpad gegeten en wordt de soort gevangen voor de handel in exotische dieren. Door stropers worden de dieren voor ongeveer anderhalve Euro verkocht aan tussenhandelaren en als de dieren door smokkelaars in westerse landen worden aangeboden is de prijs door de tussenhandel gestegen naar ongeveer € 2000. Voor de lokale bevolking in het natuurlijke leefgebied is het een taboe om schildpadden te vangen maar inwoners die niet autochtoon zijn hebben daar geen moeite mee. Met name de lever wordt gezien als een delicatesse en wordt tijdens de rond kerst- en paasdagen gegeten.
Door de internationale natuurbeschermingsorganisatie IUCN is de beschermingsstatus 'ernstig bedreigd' toegewezen (Critically Endangered of CR).